# Singapur en los Juegos Olímpicos
Singapur en los Juegos Olímpicos está representado por el Consejo Olímpico Nacional de Singapur, creado en 1947 y reconocido por el Comité Olímpico Internacional en 1948.
Ha participado en dieciocho ediciones de los Juegos Olímpicos de Verano, su primera presencia tuvo lugar en Londres 1948. El país ha obtenido seis medallas en las ediciones de verano: una de oro, dos de plata y tres de bronce.
En los Juegos Olímpicos de Invierno ha participado en una sola edición, en Pyeongchang 2018, sin conseguir ninguna medalla.

## Medallero

### Por edición
| Evento              | Oro | Plata | Bronce | Total |
| ------------------- | --- | ----- | ------ | ----- |
| Londres 1948        | 0   | 0     | 0      | 0     |
| Helsinki 1952       | 0   | 0     | 0      | 0     |
| Melbourne 1956      | 0   | 0     | 0      | 0     |
| Roma 1960           | 0   | 1     | 0      | 1     |
| Tokio 1964          | –   | –     | –      | –     |
| México 1968         | 0   | 0     | 0      | 0     |
| Múnich 1972         | 0   | 0     | 0      | 0     |
| Montreal 1976       | 0   | 0     | 0      | 0     |
| Moscú 1980          | –   | –     | –      | –     |
| Los Ángeles 1984    | 0   | 0     | 0      | 0     |
| Seúl 1988           | 0   | 0     | 0      | 0     |
| Barcelona 1992      | 0   | 0     | 0      | 0     |
| Atlanta 1996        | 0   | 0     | 0      | 0     |
| Sídney 2000         | 0   | 0     | 0      | 0     |
| Atenas 2004         | 0   | 0     | 0      | 0     |
| Pekín 2008          | 0   | 1     | 0      | 1     |
| Londres 2012        | 0   | 0     | 2      | 2     |
| Río de Janeiro 2016 | 1   | 0     | 0      | 1     |
| Tokio 2020          | 0   | 0     | 0      | 0     |
| París 2024          | 0   | 0     | 1      | 1     |
| TOTAL               | 1   | 2     | 3      | 6     |

| Evento           | Oro | Plata | Bronce | Total |
| ---------------- | --- | ----- | ------ | ----- |
| Pyeongchang 2018 | 0   | 0     | 0      | 0     |
| Pekín 2022       | –   | –     | –      | –     |
| TOTAL            | 0   | 0     | 0      | 0     |

### Por deporte
Deportes de verano
| Evento        | Oro | Plata | Bronce | Total |
| ------------- | --- | ----- | ------ | ----- |
| Halterofilia  | 0   | 1     | 0      | 1     |
| Natación      | 1   | 0     | 0      | 1     |
| Tenis de mesa | 0   | 1     | 2      | 3     |
| Vela          | 0   | 0     | 1      | 1     |
| TOTAL         | 1   | 2     | 3      | 6     |